# Israels ishockeyfederation
Israels ishockeyfederation ordnar med organiserad ishockey i Israel. Israel inträdde den 1 maj 1991 i IIHF.

## Historik
Ishockey började spelas i Israel då den första isrinken invigdes i Qiryat Motzkin 1986. 1988 bildades Israels ishockey- och skridskoförbund. Israels landslag debuterade i världsmästerskapets Pook C 2007, och slutade femma av sex lag tillsammans med Sydafrika, Spanien, Grekland, Luxemburg, Turkiet och Israel.
De israeliska ishockey- och skridskoförbunden skildes åt då grenarna växte sig större.
Ishockeyn växte då flera judiska ryska migranter, som spelat professionellt i Sovjet, började träna i Metulla, platsen för Israels första stora rink.  Bland de mest kända av dessa återfanns Boris Mindel, tidigare försvar, som startade ett juniorprogram vid Canda Center-rinken i Metulla.  
Ishockeysporten växte ytterligare i Israel då Roger Neilson, tränare för NHL-lag som New York Rangers och Toronto Maple Leafs, startade ett sommar-ishockeyläger i Metulla där unga nordamerikanska spelare tränade och tävlade med unga israeler.  2005 fanns tre rinkar i Israel, en med olympiska mått och en mindre träningsrink vid Canada Center i Metulla, och en mindre rink i den nordliga staden Ma'alot.
1991 bidades Canadian Friends of the Israeli Ice Hockey Association i Montréal av David Lisbona och Larry Markowitz. Organisationen började leverera ishockeyutrustning till Israel, och publicerade även nyhetsbrevet "The Hockey Shtick" i början av 1990-talet. Organisationen fortsatte sedan samla utrustning för ishockeyprogram i Israel, och samlingen finns i Samuel Moskovitch Arena i Côte Saint-Luc, ett judiskdominerat distrikt i Montreal.

### Fotnoter
1. ↑  ”Israel”. International Ice Hockey Federation. http://www.iihf.com/iihf-home/countries/israel.html. Läst 9 april 2012.